# تورپاخلو
تورپاخلو، روستایی از توابع بخش محمود آباد شهرستان خدابنده در استان زنجان ایران است. که فامیلی اکثریت آنها سرابی است

## جمعیت
این روستا در دهستان خرارود قرار دارد و براساس سرشماری مرکز آمار ایران در سال ۱۳۸۵، جمعیت آن ۳۷۶ نفر (۹۰خانوار) بوده‌است.